# Mike Portnoy
Michael Stephen Portnoy (Long Beach, 20 aprile 1967) è un batterista statunitense, noto per la sua militanza nei Dream Theater.
Artista prolifico, nel corso della sua carriera ha fatto parte di svariati gruppi legati principalmente al mondo progressive metal, tra cui Liquid Tension Experiment, Transatlantic, The Neal Morse Band e The Winery Dogs, molti di essi creati durante il suo periodo al di fuori dei Dream Theater, che ha abbandonato nel 2010 per farvi ritorno nel 2023.

## Biografia
Nato a Long Beach (New York), il suo interesse alla musica fu stimolato già durante l'infanzia, grazie al padre che era un rock disc-jockey e alla sua enorme collezione di dischi. Anche se Portnoy imparò a suonare la batteria da autodidatta, seguì dei corsi di musica a scuola. In quel periodo suonò come membro di alcuni gruppi locali: gli Intruder, i Rising Power e gli Inner Sanctum (con i quali incise un disco). Lasciò il gruppo dopo aver ricevuto una borsa di studio per la Berklee College of Music a Boston, dove fece la conoscenza di John Petrucci e John Myung con i quali fondò i Majesty, successivamente divenuti i Dream Theater. Il nome Majesty non venne mantenuto a causa dell'esistenza all'epoca, di un gruppo che portava lo stesso nome, acquisito precedentemente. Il nome Dream Theater invece venne adottato su consiglio del padre di Portnoy, con riferimento a un cinema che portava quel nome.
Il 17 febbraio 2010 Portnoy annunciò la collaborazione con gli Avenged Sevenfold alla registrazione delle tracce di batteria del nuovo album Nightmare (pubblicato il 27 luglio dello stesso anno), a causa della morte a fine dicembre 2009 del batterista The Rev. Portnoy ha semplicemente registrato le tracce di batteria già arrangiate dallo stesso The Rev prima della sua morte. Il 9 settembre 2010 annunciò la sua uscita dai Dream Theater, dopo 25 anni di militanza. Portnoy avrebbe voluto che i Dream Theater si prendessero una lunga pausa, in modo da poter ricostruire i rapporti umani e i processi creativi che il batterista riteneva logorati da anni di attività ininterrotte. Al contrario, i restanti componenti erano fermamente intenzionati ad iniziare a lavorare su un nuovo album nel gennaio 2011. Nei giorni successivi alla notizia, Portnoy ha specificato che la sua decisione non ha nulla a che vedere con la sua attuale collaborazione con Avenged Sevenfold (sottolineando che lui non va considerato un membro di tale gruppo) o con gli altri progetti paralleli: la sua volontà di interrompere temporaneamente le attività dei Dream Theater era un'idea maturata da almeno un anno.
Il 16 dicembre dello stesso rivelò il termine della collaborazione con gli Avenged Sevenfold, che hanno deciso di proseguire la propria attività cercando un nuovo batterista. Il 24 settembre 2011 si esibì con gli Stone Sour come sostituto temporaneo del batterista Roy Mayorga al Rock in Rio. Nel 2012 ha fondato il supergruppo Flying Colors, con i quali ha pubblicato l'album omonimo (2012) e Second Nature (2014). Nello stesso anno, insieme a Neal Morse e Randy George, ha dato vita alla Neal Morse Band, con l'inclusione del chitarrista Eric Gillette e il tastierista Bill Hubauer.

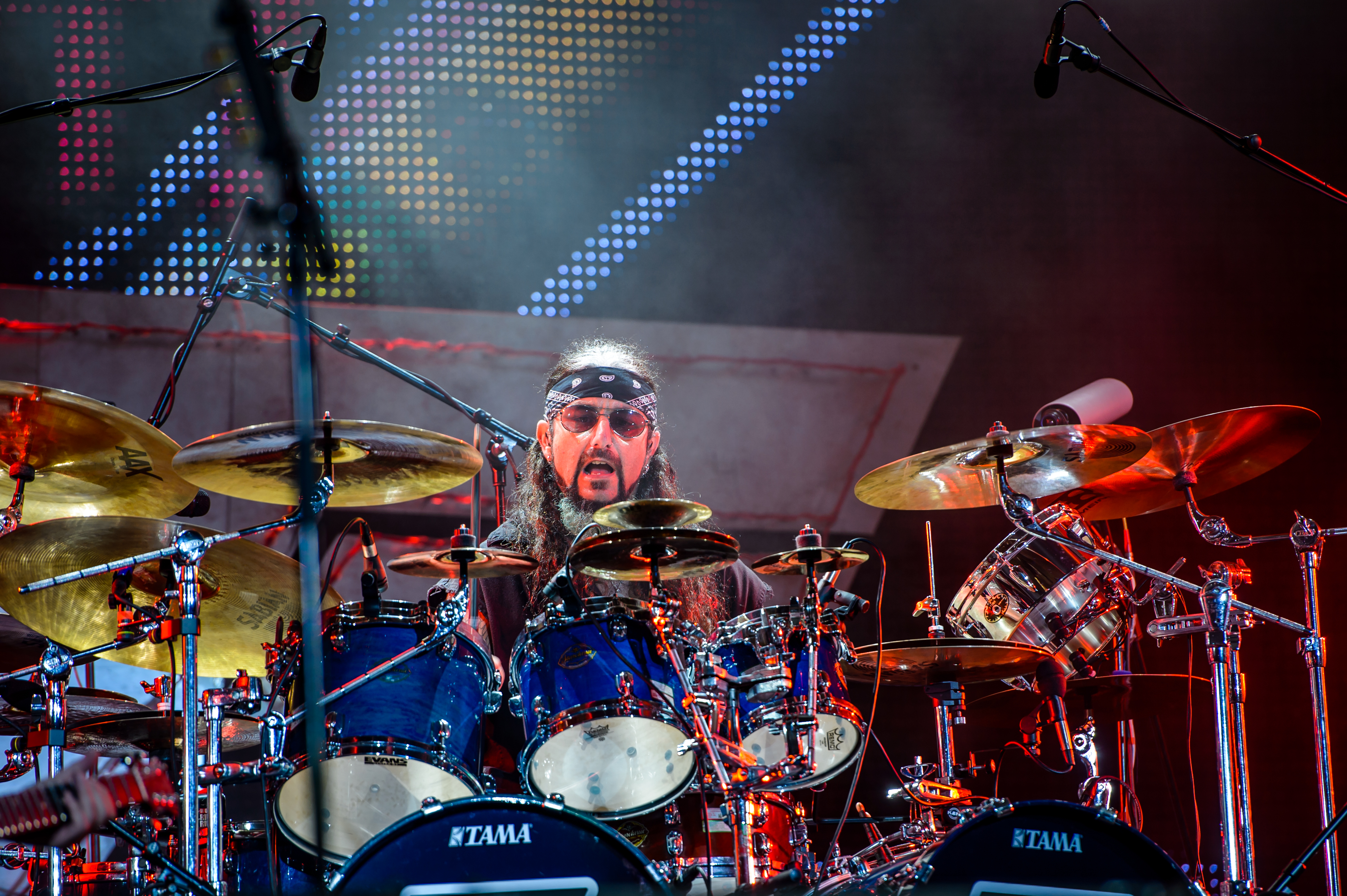
Mike Portnoy con i Twisted Sister nel 2016

Dal marzo 2015 al novembre 2016, Portnoy ha suonato con i Twisted Sister in sostituzione al loro precedente batterista A.J. Pero, scomparso a causa di un attacco cardiaco. Il batterista si è esibito con il gruppo anche in occasione del tour Forty and Fuck It del 2016, che ha portato allo scioglimento della band dopo 40 anni di carriera. Nel 2017 ha fondato insieme al tastierista Derek Sherinian il supergruppo Sons of Apollo composto anche da Derek Sherinian, Bumblefoot, Billy Sheehan e Jeff Scott Soto. La prima pubblicazione del gruppo, l'album Psychotic Symphony, è avvenuta il 20 ottobre dello stesso anno.
Nell'ottobre 2023 è tornato nei Dream Theater dopo un'assenza durata poco più di 13 anni, pubblicando l'album Parasomnia nel 2025.

## Stile musicale
È riconosciuto come un influente batterista della scena progressive metal. Oltre ad un intenso uso della doppia cassa, il suo stile è caratterizzato dall'utilizzo di tempi dispari e da repentini cambi di tempo. Fin dagli inizi della sua carriera musicale, Portnoy è solito suonare batterie mastodontiche. Nella batteria "Albino Monster", ad esempio, sono presenti due set, ovvero un drumset metal "classico" con doppia cassa per i pezzi più heavy della discografia dei Dream Theater, e un set con una sola cassa, che riprende quello di John Bonham, per momenti più sobri e meno pesanti. Una sua curiosa caratteristica consiste nell'abitudine di cambiare l'aspetto estetico (e a volte anche componentistico) della batteria ad ogni tour; per questo, prima dei concerti la sua batteria rimane coperta da un enorme telo nero, che viene rimosso solo pochi secondi prima che Portnoy salga sul palco.

## Vita privata
È sposato dal 1996 con Marlene Apuzzo, chitarrista delle Meanstreak, gruppo del quale hanno fatto parte anche Lisa Martens Pace e Rena Sands, mogli rispettivamente di John Myung e John Petrucci.

## Influenze e premi
Portnoy indica il batterista dei Rush Neil Peart, Frank Zappa e Richard Christy dei Death come sue più grandi influenze a livello musicale.
Portnoy ha ricevuto 23 premi dalla rivista Modern Drummer, tra cui "Migliore performance live" (5 volte) per gli album Awake, A Change of Seasons, Falling into Infinity, Metropolis Pt. 2: Scenes from a Memory e Six Degrees of Inner Turbulence. Inoltre ha ricevuto il premio come "Migliore batterista progressive rock/metal" 12 volte consecutive a partire dal 1995, "Miglior Video/DVD Istruttivo" per Liquid Drum Theater e nel 2004 è stato inserito nella loro Hall of Fame.

## Strumentazione

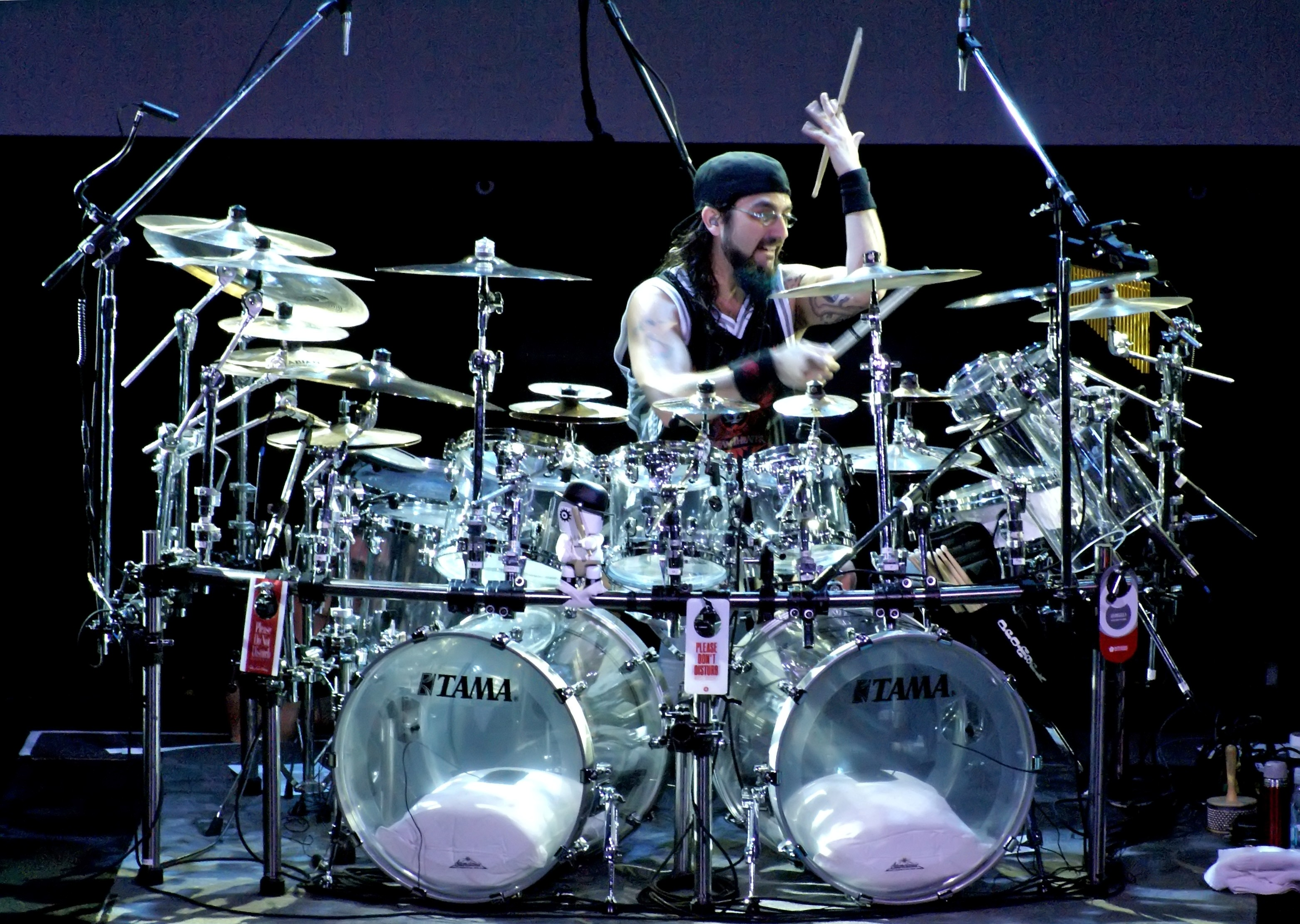
Portnoy in concerto con i Dream Theater a Rio de Janeiro nel 2008

Nel corso della sua carriera con i Dream Theater, Portnoy ha fatto uso di svariati set di batteria, tutti di marca Tama (fatta eccezione per Awake e A Change of Seasons, di marca Mapex). Caratterizzate da numerosi pezzi, le sue batterie venivano denominate "The Monster" o nomi simili atti ad enfatizzare questa particolare grandezza.
- Il kit impiegato per gli album When Dream and Day Unite e Images and Words venne acquistato dallo stesso Portnoy con i soldi guadagnati nei vari lavori svolti in quel periodo. Esso è stato mantenuto fino alla conclusione del tour di supporto a Images and Words, dopodiché Portnoy divenne testimonial Sabian e Mapex. Il set era composto da due grancasse, tre tom e due timpani, con l'aggiunta di due timbales sulla sinistra. Il parco piatti invece era marcato Zildjian e fu impiegato anch'esso fino al termine del tour di supporto a Images and Words, per poi divenire endorser Sabian e Mapex.
- Il kit impiegato per Awake è un set Mapex composto da due grancasse, un rullante, quattro tom, due timpani, due timbales, quattro octoban, percussioni varie e una grande selezione di piatti.
- The Purple Monster Archiviato il 2 luglio 2014 in Internet Archive.: un set Tama Starclassic impiegato durante le registrazioni degli album Falling into Infinity e Metropolis Pt. 2: Scenes from a Memory e per i relativi tour promozionali. Esso è molto simile a quello impiegato per Awake ma è composto da più piatti e altri due octoban sulla parte destra, con una disposizione generale leggermente diversa. Inoltre, questo set comprendeva un rullante dotato di un pedale per modificare la tensione della cordiera senza dover operare direttamente sul rullante stesso. I piatti impiegati per questo set erano:
  - 6" CD Cymbal Disc sopra un 8" CD Cymbal Disc e un 10" Bell Disc
  - 18" AA Chinese
  - 8" HH China Kang
  - 14" AAX Stage hi-hats
  - 17" HH thin crash
  - 12" AAX splash
  - 18" AA medium thin crash
  - 8" AAX splash
  - 10" HH China Kang posto sopra un 10" AAX splash (una specie di Max Stax)
  - 18" AA medium crash
  - 22" HH rock ride
  - 19" HH medium thin crash
  - 13" AA Rock hi-hats
  - 6" AAX splash e sopra un 6" LP Icebell
  - 12" AA mini Chinese posto sopra un 14" Jack DeJohnette Encore crash
  - 20" HH thin Chinese
  - Una larga selezione di "crotales" ad alta accordatura e un thundersheet
- Kit Liquid Tension Experiment: set di dimensioni ridotte impiegato per registrare i dischi con il side-project Liquid Tension Experiment. A rendere unico questo set sono i due timbales usati come tom più piccoli, altri due tom e un timpano con una sola cassa con doppio pedale. In questo kit Portnoy ha utilizzato due timpani (uno da 14 pollici sospeso sul lato sinistro e uno da 18 sulla destra) e piatti MaxStax. Nel video Liquid Drum Theater, Portnoy spiega che la ragione per aver usato questo kit alternativo è che quando entrò in studio per le registrazioni, il suo set principale si trovava ancora in Brasile a causa della tournée finita da poco.
- Kit Transatlantic Archiviato il 2 luglio 2014 in Internet Archive.: usato in occasione della registrazione e della tournée con i Transatlantic a partire da Bridge Across Forever (in SMPT:e venne impiegato lo stesso kit utilizzato con i Liquid Tension Experiment). Il kit è composto da una cassa, tre tom da 8 - 10 - 12 pollici e due timpani sospesi da 14 e 16 pollici.
- Kit OSI: impiegato con gli OSI, questo kit era composto da una cassa con doppio pedale, un tom da 13 e uno da 10 (disposti da sinistra verso destra), due octoban e il classico gong bass drum della Tama.
- The Siamese Monster Archiviato il 2 luglio 2014 in Internet Archive.: impiegato per le sessioni di registrazione di Six Degrees of Inner Turbulence, si tratta di un set imponente, frutto dell'unione di due kit singoli. La parte sinistra è simile al set usato per i Transatlantic, mentre la parte destra (di dimensioni più ridotte) è lo stesso impiegato con gli OSI. In questo set sono stati utilizzati i seguenti piatti:
  - 14" HHX Studio Crash
  - 18" HHX Chinese
  - 18" HHX Studio Crash
  - 18" AA Medium Thin Crash
  - 20" HHX Chinese
  - 19" Hand Hammered Fierce Crash
  - 17" Hand Hammered Thin Crash
  - 20" Hand Hammered Chinese
  - 16" HHXtreme Crash
  - 14" AAX Stage Hats
  - 7" Max Splash
  - 9" Max Splash
  - 10" Medium Max Stax con sopra una Radia Bell 7"
  - 22" Hand Hammered Rock Ride
  - 13" HHX Groove Hats
  - Low Max Stax
  - 12" Ice Bell
  - 11" Max Splash
  - High Max Stax
  - 8" Max Stax (combinati come mini-hats)
  - Triple Hi-Hat
- Yellow Matter Custard: batteria speciale modellata secondo quella dei Beatles. Un set molto più semplice rispetto a quelli solitamente utilizzati da Portnoy.
- Hammer of the Gods: batteria simile a quella di John Bonham impiegata nella tribute band dei Led Zeppelin.
- The Albino Monster: Kit simile al Siamese Monster eccetto per la parte a destra che - in quanto a disposizione - è simile a quella utilizzata nel Hammer of the Gods: una modifica nata dalla registrazione dell'album Octavarium. Esteticamente, la differenza è nel colore, stavolta bianco coi loghi argentati disegnati sui tamburi. In questo kit utilizza il seguente set di piatti:
  - 14" AAX Stage Hats
  - 14" HHX Studio Crash
  - 18" HHX Chinese
  - Signature Max Stax (high)
  - 18" HHX Studio Crash
  - 7" Signature Max Splash
  - 9" Signature Max Splash
  - 18" AA Medium Thin Crash
  - Signature Max Stax Mid con sopra una 7" Radia Bell al contrario
  - 20" HHX Chinese,
  - 22" Hand-Hammered Rock Ride
  - 13" HHX Groove Hats
  - Signature Max Stax (low)
  - 20" AA El Sabor Ride
  - 11" Signature Max Splash
  - 18" AAX Stage Crash
  - 19" Vault Crash
  - 20" Hand-Hammered Chinese
  - 28" Zodiac Gong (utilizzato esclusivamente per il finale del brano Six Degrees of Inner Turbulence)
- The Mirage Monster Archiviato il 2 luglio 2014 in Internet Archive.: kit impiegato durante le sessioni di registrazione di Systematic Chaos e per il Chaos in Motion World Tour 2007/08. Il kit è uno Starclassic Mirage in finitura "Crystal Ice", con fusti interamente in acrilico trasparente (come le celebri Vistalite di John Bonham): un set di eccezionale impatto visivo, ma che, a detta di Portnoy stesso, andava più bene in tour che in studio. I fusti in acrilico, infatti, hanno una differente resa del suono: Portnoy si è servito di 3 Emperor Bass (doppio strato) con un foro da 6" come rispettive risonanti delle casse, e all'interno di esse dei grossi cuscini. Anche in questo kit la parte sinistra rimane uguale alle precedenti. Nella parte destra, invece, c'è un kit molto sperimentale, simile al kit destro della "siamese monster". Questo è composto da una cassa da 20", un tom "single-headed" (un tom solo con la pelle battente, come un timbales), due timpani (14" e 16") , due octobans, e un gong bass da 20". Utilizza pressoché lo stesso parco piatti dell'Albino Monster-
- The Black and Silver Monster: kit impiegato durante le sessioni di registrazione del decimo album dei Dream Theater, Black Clouds & Silver Linings. Per la prima volta, Portnoy si è servito di fusti in bubinga anziché in acero. Il settaggio è simile al settaggio Mirage Monster a parte per qualche misura diversa (Tom); particolare la colorazione a striature nere e argentate che per certi versi ricordano il Siamese Monster.

Mike usa pedali Tama Iron Cobra Rolling Glide per cassa, pelli Remo, piatti Sabian.
Tama ha prodotto un rullante signature di Mike Portnoy, conosciuto come Melody Master (il nome di sua figlia, Melody). Il più piccolo (12x5") è di metallo (acciaio) martellato (ma non è più in produzione da fine 2010), mentre il più grande (14x5.5") è d'acero. Entrambi i rullanti hanno un particolare meccanismo di tensione tripla della cordiera. 
La Sabian commercializza i Max Stax(secondo il nome del figlio di Mike, Max): degli stack di piatti composti da un china kang e uno splash. Sono anche in vendita i "Max Splash", splash di dimensioni inusuali (7", 9" e 11"). 
La Pro Mark produce le bacchette signature di Mike Portnoy, le TX420N (420 si riferisce alla data del suo compleanno). Il loro diametro è tra quello di una 5A e di una 7A, Hanno una timbratura violacea/fucsia e la punta di nylon e sono più lunghi di circa 2 cm delle normali 5A.  Archiviato il 25 dicembre 2005 in Internet Archive. 
Portnoy è solito usare percussioni LP (campanaccio LP Rock Ridge Rider Cowbell, woodblocks LP Granite Blocks con i Dream Theater e LP Blast Blocks con i Liquid Tension Experiment, cembalo LP Cyclops Tambourine e chimes LP). 

## DVD e video didattici
- 1996 – Progressive Drum Concept: Con la partecipazione di John Myung, bassista, e Derek Sherinian, tastierista. Spiega come suonare alcune delle canzoni realizzate con i Dream Theater, tra cui Pull Me Under, Voices, Metropolis, A Change of Seasons, Surrounded, Take the Time ed Erotomania.
- 2001 – Liquid Drum Theater: Doppio DVD mirato al making of delle canzoni dei Dream Theater e dei Liquid Tension Experiment.
- 2002 – Ten Degrees of Turbulent Drumming': making of delle registrazioni in di Portnoy dell'album Six Degrees of Inner Turbulence.
- 2003 – Drums of Thought: making of delle registrazioni in studio di Portnoy dell'album Train of Thought.
- 2004 – Progressive Drum Concept: video didattico in cui Portnoy insegna nuove tecniche per la doppia cassa, come suonare tempi dispari e come definire il proprio groove.
- 2005 – Drumavarium: making of delle registrazioni in studio di Portnoy dell'album Octavarium.
- 2007 – In Constant Motion: Triplo DVD di 7 ore mirato alla storia di Mike Portnoy nei suoi 20 anni di carriera, con spezzoni di vari concerti con i Dream Theater, i gruppi paralleli e le sue 4 tribute band, oltre che spezzoni didattici. Contiene anche le partiture scaricabili sul PC.
- 2007 – SysDRUMatic Chaos: making of delle registrazioni in studio di Portnoy dell'album Systematic Chaos.
- 2009 – Black Clouds and Silver Drumming: making of delle registrazioni in studio di Portnoy dell'album Black Clouds & Silver Linings.

## Discografia

### Da solista
- 2006 – Cover to Cover (con Neal Morse e Randy George)
- 2012 – Cover 2 Cover (con Neal Morse e Randy George)
- 2020 – Cov3r to Cov3r (con Neal Morse e Randy George)

### Con i Rising Power
- 1984 – Power for the People (demo)

### Con gli Inner Sanctum
- 1986 – 12 A.M. (demo)

### Con i Dream Theater
- 1989 – When Dream and Day Unite
- 1992 – Images and Words
- 1993 – Live at the Marquee (live)
- 1994 – Awake
- 1995 – A Change of Seasons (EP)
- 1997 – Falling into Infinity
- 1998 – Once in a LIVEtime (live)
- 1999 – Metropolis Pt. 2: Scenes from a Memory
- 2001 – Live Scenes from New York (live)
- 2002 – Six Degrees of Inner Turbulence
- 2003 – Train of Thought
- 2004 – Live at Budokan (live)
- 2005 – Octavarium
- 2006 – Score: 20th Anniversary World Tour (live)
- 2007 – Systematic Chaos
- 2008 – Forsaken EP (EP)
- 2008 – Greatest Hit (...and 21 Other Pretty Cool Songs) (raccolta)
- 2008 – Chaos in Motion 2007-2008 (live)
- 2009 – Black Clouds & Silver Linings
- 2009 – Wither (EP)
- 2023 – Live at Madison Square Garden (2010) (live)
- 2025 – Parasomnia

### Con i Liquid Tension Experiment
- 1998 – Liquid Tension Experiment
- 1999 – Liquid Tension Experiment 2
- 2007 – Spontaneous Combustion (pubblicato come Liquid Trio Experiment)
- 2021 – Liquid Tension Experiment 3

### Con i Transatlantic
- 2000 – SMPT:e
- 2001 – Live in America (live)
- 2001 – Bridge Across Forever
- 2003 – Live in Europe (live)
- 2009 – The Whirlwind
- 2010 – Whirld Tour 2010 - Live from Shepherd's Bush Empire, London (live)
- 2011 – More Never Is Enough - Live @ Manchester and Tilburg 2010 (live)
- 2014 – Kaleidoscope
- 2014 – Kaliveoscope (live)
- 2021 – The Absolute Universe

### Con gli OSI
- 2003 – Office of Strategic Influence
- 2006 – Free

### Con i Yellow Matter Custard
- 2003 – One Night in New York City
- 2011 – One More Night in New York City

### Con i Cygnus and the Sea Monsters
- 2003 – One Night in Chicago

### Con gli Adrenaline Mob
- 2011 – Adrenaline Mob (EP)
- 2012 – Omertà
- 2013 – Covertà

### Con i Flying Colors
- 2012 – Flying Colors
- 2013 – Live in Europe (live)
- 2014 – Second Nature
- 2015 – Second Flight: Live at the Z7 (live)
- 2019 – Third Degree
- 2021 – Morsefest 2019 (live)

### Con i The Winery Dogs
- 2013 – The Winery Dogs
- 2014 – Unleashed in Japan 2013: The Second Show (live)
- 2015 – Hot Streak
- 2017 – Dog Years: Live in Santiago & Beyond 2013-2016 (live)
- 2023 – III

### Con i Metal Allegiance
- 2015 – Metal Allegiance
- 2018 – Volume II: Power Drunk Majesty

### Con la The Neal Morse Band
- 2015 – The Grand Experiment
- 2016 – Alive Again (live)
- 2016 – The Similitude of a Dream
- 2018 – The Similitude of a Dream: Live in Tilburg 2017 (live)
- 2018 – Morsefest 2017: Testimony of a Dream (live)
- 2019 – The Great Adventure
- 2020 – The Great Adventour - Live in Brno 2019 (live)
- 2021 – Innocence & Danger
- 2021 – Morsefest 2019 (live)
- 2022 – Morsefest 2021 (live)
- 2022 – Morsefest 2020: Lockdown (live)

### Con i Sons of Apollo
- 2017 – Psychotic Symphony
- 2019 – Live with the Plovdiv Psychotic Symphony (live)
- 2020 – MMXX

### Collaborazioni
- 2001 – Sebastian Bach – Bach 2: Basics
- 2003 – Neal Morse – Testimony
- 2003 – John Arch – A Twist of Fate
- 2004 – Neal Morse – One
- 2005 – Neal Morse – ?
- 2005 – G3 – G3: Live in Tokyo
- 2006 – Hammer of the Gods – Two Nights in North America
- 2007 – Amazing Journey – One Night in New York City
- 2007 – Neal Morse – Sola scriptura
- 2008 – Neal Morse – Lifeline
- 2010 – Avenged Sevenfold – Nightmare
- 2011 – Neal Morse – Testimony Two
- 2012 – Neal Morse – Momentum
- 2012 – AA.VV. – A Proggy Christmas - The Prog World Orchestra
- 2014 – Paul Gilbert – Stone Pushing Uphill Man
- 2014 – Haken – Restoration
- 2020 – Neal Morse – Sola gratia
- 2020 – John Petrucci – Terminal Velocity

## Videografia
- 1996 – Progressive Drum Concepts
- 2001 – Liquid Drum Theater
- 2002 – Ten Degrees of Turbulent Drumming
- 2002 – Tokyo, Japan - Sept. 2nd 2001
- 2003 – Drums Across Forever
- 2003 – Modern Drummer Festival Weekend 2003 (con Steve Smith, Shawn Pelton, Nick D'Virgilio, Airto Moreira, Antonio Sanchez, Nathaniel Townsley e Matt Wilson)
- 2004 – Live at Budokan
- 2004 – Drums of Thought
- 2005 – Drumavarium
- 2007 – In Constant Motion
- 2007 – Sysdrumatic chaos
- 2008 – Score
- 2009 – Black Clouds & Silver Drumming
- 2010 – Whirlwind Drumming
- 2010 – On the "Art of Drumming" Show with Terry Bozzio
- 2012 – Drumming Colors
- 2012 – Instrumental Inspiration (con Billy Sheehan, Tony MacAlpine e Derek Sherinian)
- 2012 – Drumertà
- 2013 – The Drumming Dog
- 2014 – Drumming Nature
- 2014 – Kaleidodrums
- 2015 – Hot Drums
- 2015 – Metal Drumming
- 2019 – Third Degree
- 2020 – MPMMXX
- 2021 – LTE3